# Saga of Tanya the Evil: The Movie
Saga of Tanya the Evil: The Movie (jap. 劇場版 幼女戦記 Gekijōban Yōjo senki) – japoński film animowany z 2019 na podstawie serii light novel Saga of Tanya the Evil autorstwa Carlo Zena, wyprodukowany przez studio NUT. Premiera w japońskich kinach odbyła się 8 lutego 2019. Prawa do streamingu filmu nabył Crunchyroll.

## Fabuła
Lata po wojnie Adelheid von Schugel, obecnie kapłan, wyjaśnia reporterowi, że Imperium prowadziło wojnę, ponieważ wszystkie inne narody obawiały się jego potęgi.
203. Batalion Powietrzno-Magiczny jest na misji bojowej w Afryce przeciwko siłom Wolnej Republiki i niszczy ich kwaterę główną. Tanya triumfalnie ogłasza, że 203. batalion wróci do Imperium na odpoczynek, ale po powrocie Rerugen natychmiast rozkazuje im wykonać rekonesans na wschodniej granicy Imperium z Federacją Rusyjską. Na granicy, podczas obserwacji sił Federacji gromadzących ciężką artylerię, otrzymują wiadomość informującą, że Federacja wypowiedziała wojnę Imperium. Tanya i 203. batalion natychmiast niszczą cały obóz wroga. Tanya proponuje bezpośredni atak na Moskwę, stolicę Federacji, twierdząc, że jej obrona powietrzna jest tak słaba, że nawet Cessna mogłaby bez przeszkód wylądować na Placu Czerwonym. Dowództwo zatwierdza atak, a 203. batalion nie napotyka oporu w powietrzu, ponieważ Federacja wysłała swoich magów do obozów internowania.
Tymczasem młodsza chorąży Mary Sioux wstępuje do armii Stanów Zjednoczonych, by pomścić swojego ojca, Antona Sioux. Przybywa do Moskwy wraz z innymi międzynarodowymi ochotnikami wojskowymi z 42. Dywizji Lotniczej na szkolenie rekrutacyjne pod dowództwem podpułkownika Williama Drake’a, jednak 42. dywizja ponosi straty w wyniku ataku Tanyi. 203. batalion wykorzystuje udaną operację do nagrania materiału propagandowego, śpiewając hymn imperium nad Moskwą. Loria, członek rządu Federacji, jest świadkiem śpiewającej Tanyi i obsesyjnie się nią zaurocza.
Mary jednak wpada w szał i łamie rozkazy Drake’a, samotnie wznosząc się w powietrze, by zaatakować 203 batalion. Pozostali członkowie 42. dywizji również zostają zmuszeni do walki, w której ponoszą straty z powodu braku doświadczenia. Mary stacza z Tanyą zażarty pojedynek, ale zostaje pokonana i później odnaleziona ciężko ranna w kraterze, błagając Boga o moc, by zabić Tanyę.
203. batalion oraz inni żołnierze Imperium świętują swoje sukcesy w tymczasowym obozie granicznymna wschodniej granicy, spędzając noc na piciu. 203. batalion otrzymuje prośbę o wsparcie 3. i 22. dywizji, które zostały okrążone w Tiegenhoff. Tanya zgadza się pomóc, ponieważ przejęcie kontroli nad Tiegenhoff dałoby Imperium dostęp do głównego węzła kolejowego prowadzącego do Federacji. 203. batalion z powodzeniem broni Tiegenhoff, ku uciesze oblężonych żołnierzy. Tymczasem w Moskwie Loria podejrzewa, że Tanya znajduje się w Tiegenhoff, i opowiada się za użyciem zmasowanego ataku w celu zdobycia miasta.
Federacja rozpoczyna atak ludzkiej fali na Tiegenhoff, powodując ogromne straty po obu stronach. Walka trwa do następnego dnia, gdy przybywa 42. dywizja oraz eskadra bombowców z eskortą myśliwców. Mary dostrzega Tanyę i ogarnięta wściekłością łamie rozkazy Drake’a, atakując ją samotnie, wykazując nienaturalnie potężną moc magiczną. Podczas pojedynku Tanya podejrzewa, że Mary znajduje się pod wpływem Bytu X. Mary unieszkodliwia Tanyę i brutalnie atakuje ją na ziemi. Tanya z trudem rani Mary ciężko, ale ta zostaje uratowana przez Drake’a. Gdy atak Federacji zostaje powstrzymany, Drake rozkazuje 42. dywizji odwrót. Tanya dochodzi do wniosku, że jej wymarzone „spokojne życie” prawdopodobnie nigdy się nie spełni z powodu ingerencji Bytu X.
Tanya przekonuje naczelne dowództwo, aby pozwolono jej na dwumiesięczne przeniesienie na tyły w celu prowadzenia badań nad taktyką walki połączonych sił zbrojnych. Odwiedza kościół i wyraża radość z odsunięcia od linii frontu, jednocześnie obrażając Byt X. Ku jej przerażeniu, dwa miesiące później Zettour informuje ją, że otrzyma dowództwo nad 8. Kampfgruppe „Salamander” – jednostką złożoną z artylerii, piechoty, czołgów oraz jej własnego 203. batalionu – w celu przetestowania skuteczności jej własnych badań.

## Obsada
| Postać                         | Seiyū            |
| ------------------------------ | ---------------- |
| Tanya von Degurechaff          | Aoi Yūki         |
| Victoriya Ivanovna Serebryakov | Saori Hayami     |
| Matheus Johann Weiss           | Daiki Hamano     |
| Rhiner Neumann                 | Daichi Hayashi   |
| Wilibald Koenig                | Jun Kasama       |
| Vooren Grantz                  | Yūsuke Kobayashi |
| Mary Sioux                     | Haruka Tomatsu   |
| Hans von Zettour               | Hōchū Ōtsuka     |
| Kurt von Rudersdorf            | Tesshō Genda     |
| Erich von Rerugen              | Shin’ichirō Miki |
| Isaac Dustin Drake             | Binbin Takaoka   |
| Pierre Michel de Lugo          | Takaya Hashi     |
| Severin Bientot                | Ryokan Koyanagi  |
| Adelheid von Schugel           | Nobuo Tobita     |

## Odbiór
Produkcja zebrała przeważnie pozytywne recenzje. Dave Trumbore z Collider ocenił film przychylnie, przyznając mu ocenę 'A−'. Trumbore napisał: „Wojna stanowi tło dla tych dwóch niesamowicie potężnych magów, którzy nieuchronnie zmierzają ku starciu, którego nie będziecie chcieli przegapić”. Jordan Ramée z GameSpot przyznał filmowi ocenę 7/10 i pochwalił wprowadzenie postaci Mary Sioux, pisząc: „Mary [Sioux] wnosi do fabuły oczekiwany poziom napięcia i stanowi interesującą przeciwniczkę dla Tanyi”, ale zauważa również, że „poza finałową walką, bitwom brakuje intensywności powietrznych pojedynków”.